# Wilshire Country Club
De Wilshire Country Club is een countryclub in de Verenigde Staten. De club werd opgericht in 1919 en bevindt zich in Los Angeles, Californië. De club beschikt over een 18-holes golfbaan met een par van 71 en werd ontworpen door de golfbaanarchitect Norman Macbeth.

## Golftoernooien
Voor het golftoernooi is de lengte van de baan voor de heren 5968 m met een par van 71. De course rating is 71,6 en de slope rating is 131.
- Los Angeles Open: 1928, 1931, 1933 & 1944